# Inversiula patagonica
Inversiula patagonica är en mossdjursart som beskrevs av Hayward och Ryland 1991. Inversiula patagonica ingår i släktet Inversiula och familjen Inversiulidae. Inga underarter finns listade i Catalogue of Life.